# ネピナロン
ネピナロン(Nepinalone)は、鎮咳去痰薬である。商標には、Placatus、Tussolvina、Nepitus等がある。
摂取後、20‐30分で効果が現れ、少なくとも4時間は継続する。主に中枢神経に作用するが、気管支喘息を抑える作用もある。咳刺激を抑える効果は、コデインよりも弱く、デキストロメトルファンよりも強い。